# Palosaari (ö i Finland, Södra Savolax, Nyslott, lat 61,98, long 28,90)
Palosaari är en ö i Finland. Den ligger i sjön Seppäjärvi och i kommunen Nyslott i  landskapet Södra Savolax, i den sydöstra delen av landet, 290 km nordost om huvudstaden Helsingfors. Öns area är 2,7 hektar och dess största längd är 320 meter i öst-västlig riktning.